# Paolo Gentiloni
Paolo Gentiloni (pronunție în italiană [ˈpaːolo dʒentiˈloːni]; n. 22 noiembrie 1954, Roma, Italia) este un politician italian care din 12 decembrie 2016 până la 1 iunie 2018 a îndeplinit funcția de prim-ministru al Italiei. Din 2019 este comisarul european pentru economice și monetare în Comisia von der Leyen.